# Regula jocului (film din 1939)
Regula jocului (titlu original: La Règle du jeu) este un film francez satiric de comedie dramatic din 1939 regizat de Jean Renoir. Rolurile principale au fost interpretate de actorii Nora Gregor, Paulette Dubost, Marcel Dalio și Mila Parély.

## Distribuție
Sursa: British Film Institute.
- Nora Gregor - Christine, marchiza de Chesnaye
- Paulette Dubost - Lisette, servitoarea Christinei
- Marcel Dalio - Robert, marchizul de Chesnaye, soțul Christinei și iubitul Genevièvei
- Roland Toutain - André Jurieux, un aviator îndrăgostit de Christine
- Jean Renoir - Octave, un vechi prieten al Christinei și prieten al lui André
- Mila Parély - Geneviève de Marras, iubita lui Robert
- Julien Carette - Marceau, un braconier și viitorul iubit al Lisettei
- Gaston Modot - Edouard Schumacher, paznicul lui Robert și soțul Lisettei
- Anne Mayen - Jackie, o nepoată a lui Christine
- Pierre Magnier - Generalul, un oaspete la moșia lui Robert
- Léon Larive - bucătarul
- Henri Cartier-Bresson - servitorul englez
- Marguerite de Morlaye - un oaspete
- Pierre Nay - Monsieur de St. Aubin, oaspete la moșia lui Robert
- Richard Francœur - Monsieur La Bruyère, oaspete la moșia lui Robert
- Odette Talazac - Madame de la Plante, oaspete la moșia lui Robert
- Claire Gérard - Madame de la Bruyère, oaspete la moșia lui Robert
- Lise Elina - reporterul radio de la aeroport
- Eddy Debray - Corneille, majordomul lui Robert
- Géo Forster - invitatul efeminat
- Tony Corteggiani - Monsieur Berthelin, un invitat
- Nicolas Amato - Cava, un invitat din America de Sud
- Jenny Hélia - Germaine, o servitoare
- André Zwoboda - inginerul lui André la aeroport
- Camille François - un radioreporter (voce)